# Petra Verkaik
Petra Verkaik, född 4 november 1966 i Los Angeles, Kalifornien, USA, är en amerikansk utvikningsbrud. Hon är känd som så kallad playmate i tidningen Playboy i december 1989.

## Filmografi
- The Last Road
- Playmates in Paradise
- Rainbow Drive
- Playboy Video Playmate Calendar 1991